# Détroit de Rae
Le détroit de Rae, nommé en honneur de l'explorateur arctique John Rae, est un petit détroit dans la région de Kitikmeot (Nunavut, Canada), situé entre l'île du Roi-Guillaume et la péninsule de Boothia.